# 土江産業

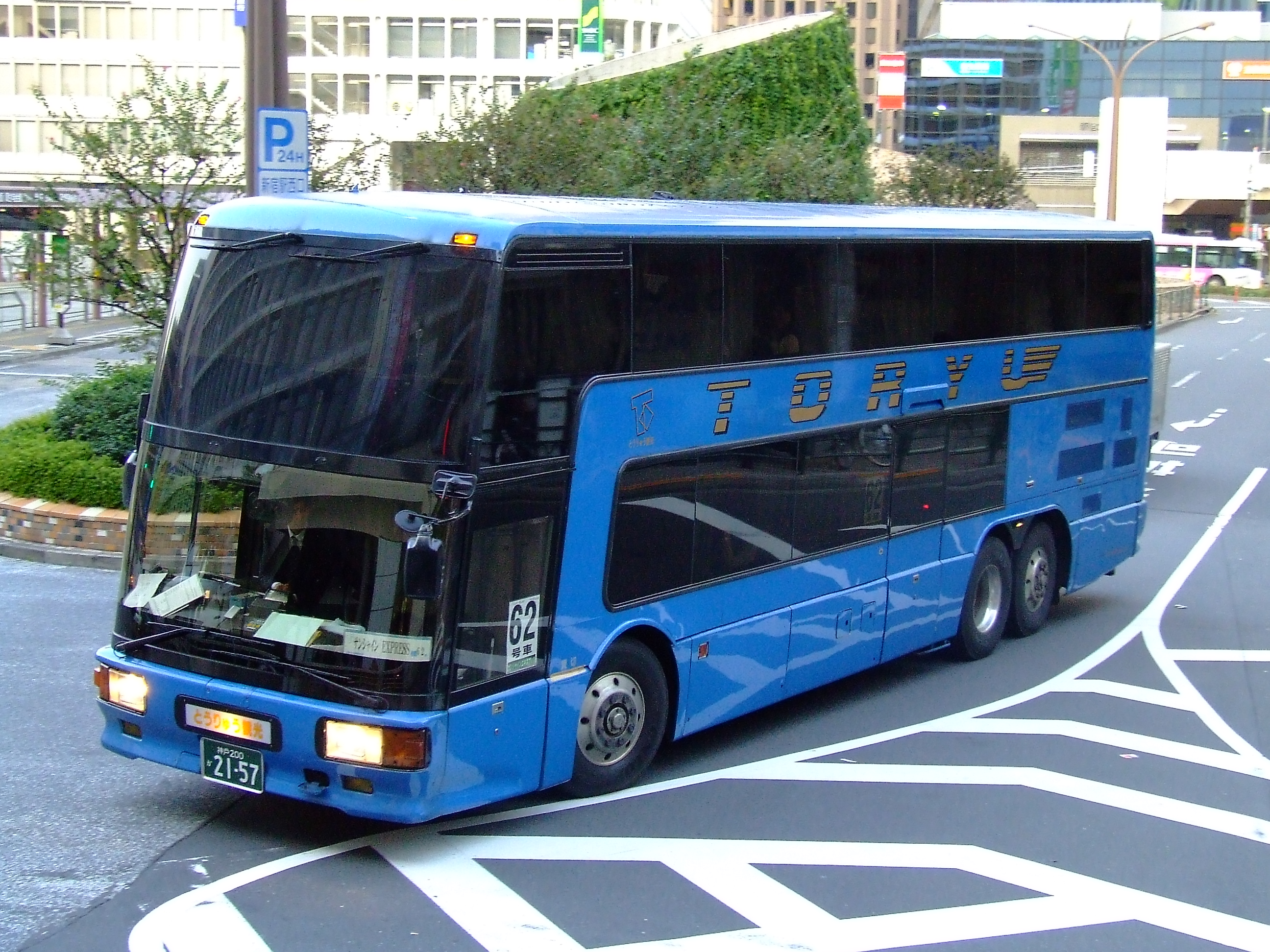
土江産業所有のエアロキング 東京都新宿区西新宿（新宿駅西口）にて

有限会社土江産業（どえさんぎょう）は、兵庫県の貸切バス事業者。営業時には正式社名ではなく「とうりゅう観光バス」の名称を使用。なお「とうりゅう」は、本社のある加東市内の景勝地「闘竜灘」に由来する。2008年8月で事業停止、倒産した。

## 概要
観光バス会社ではあるが、通常の貸切バスよりもWILLER TRAVELやサンシャインツアーなど、いわゆる都市間ツアーバスの業務を数多く請け負っており、関西・関東地方を中心に全国各地でその姿を見ることが出来た。企業規模としては全国に数多ある零細貸切バス事業者の一つに過ぎないが、2007年4月30日放送のNHKスペシャルにて、ツアーバスを企画する旅行代理店から所謂「下請けいじめ」まがいの要求を押しつけられる実例として当社が登場し、その名前は広く知られることになった。本社所在地は兵庫県加東市多井田692−185であった。

## 車両
貸切用大型観光バス12台を保有。東京方面のツアーバス用の車両が大半で、夜行高速バスを運行している路線バス会社の中古車が主であった。中には夜行高速バス然とした二階建てバス（三菱ふそう・エアロキング、ヨンケーレ・モナコ）も在籍していた。

## 倒産
NHKスペシャル「高速ツアーバス　格安競争の裏で」（2007年4月30日放送）が放送された約1年半後の2008年8月。同社は自己破産申請準備を行い、事業を停止したことが、企業の倒産情報などを取り扱う日本商工リサーチ 九州地区本部の公式ページに掲載された「全国倒産速報」によって明らかになった。

## 参考
- “NHKスペシャル「高速ツアーバス 格安競争の裏で」”.  日本放送協会 (2007年4月30日). 2013年6月5日時点のオリジナルよりアーカイブ。2007年9月24日閲覧。
- 格安高速バスの過酷さを明かした「とうりゅう観光（土江産業）」、倒産していた